# ان‌جی‌سی ۱۸۹
ان‌جی‌سی ۱۸۹ (انگلیسی: NGC 189) یک خوشه باز در صورت فلکی ذات‌الکرسی است که در ۲۷ سپتامبر ۱۷۸۳ میلادی توسط کارولینه هرشل و به طور مستقل توسط جان هرشل در ۲۷ اکتبر ۱۸۲۹ دوباره کشف شد.